# Mario Deslauriers

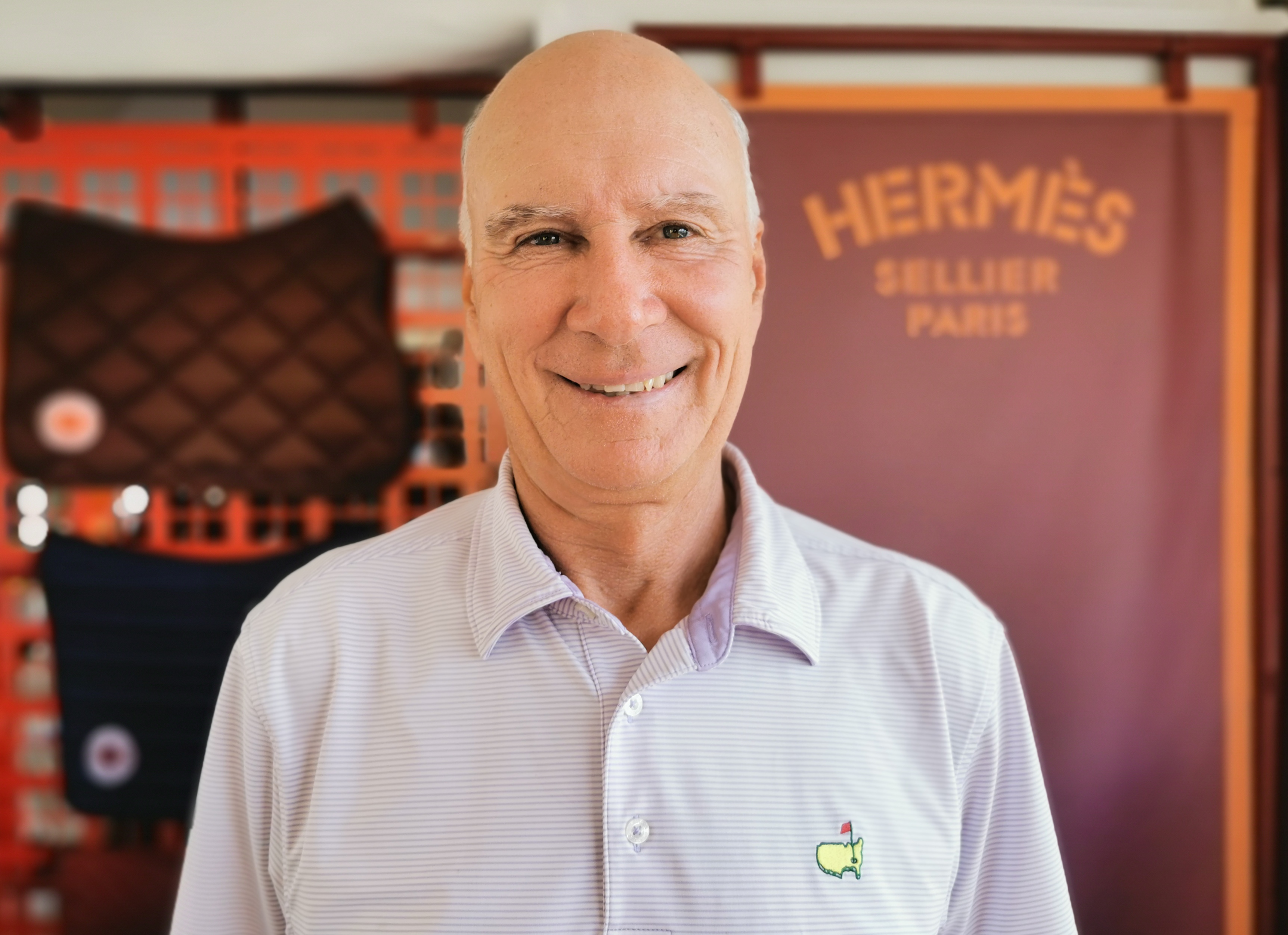
Mario Deslauriers at CHIO Aachen 2025

Mario Deslauriers (Venise-en-Québec, 23 de febrero de 1965) es un jinete canadiense que compite en la modalidad de salto ecuestre.
En los Juegos Panamericanos de 2023 obtuvo una medalla de plata en la prueba por equipos. Participó en tres Juegos Olímpicos de Verano, ocupando el cuarto lugar en Los Ángeles 1984 (individual y por equipo), el cuarto en Seúl 1988 (por equipo) y el vigesimosegundo en Tokio 2020 (individual).

## Palmarés internacional
| Juegos Panamericanos | Juegos Panamericanos | Juegos Panamericanos | Juegos Panamericanos |
| Año                  | Lugar                | Medalla              | Categoría            |
| -------------------- | -------------------- | -------------------- | -------------------- |
| 2023                 | Santiago (Chile)     | Medalla de plata     | Por equipos          |